# Шеликан
Шеликан — остров в западной части Тауйской губы (Амахтонский залив) в Охотском море. Площадь 0,1 км². Наивысшая точка — 70 м.
Имеется колония тихоокеанской чайки. Флора здесь бедная, берега в основном скалистые, остальную территорию занимает лес из каменной берёзы с вкраплениями из лиственницы, а также сообщества вейника. Всего отмечено 53 вида растений.
Остров образовался, по-видимому, 5-6 тыс. лет назад, как и другие наиболее близкие к материковому побережью острова Тауйской губы — Умара и Вдовушка.